# Pointe-Noire (Guadeloupe)
Pour les articles homonymes, voir Pointe-Noire.
Pointe-Noire (en créole guadeloupéen : Pwentnwa) est une commune française, située dans le département d'outre-mer de Guadeloupe, elle doit son nom aux roches volcaniques qui hérissent la pointe nord du village.
Ses habitants sont appelés les Pointe-Noiriens ou Ponti-Néris.

## Géographie

### Localisation

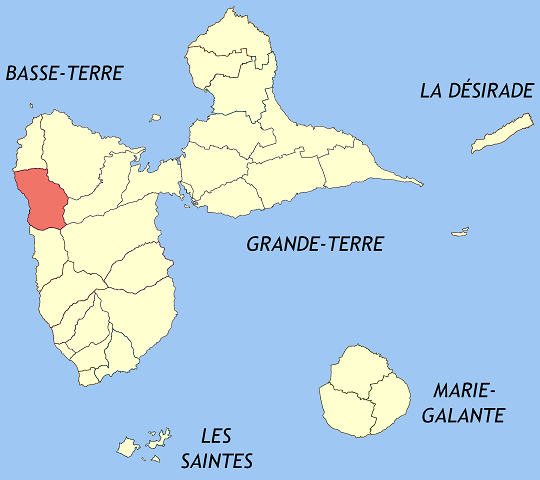
En rouge le territoire communal de Pointe-Noire.

S'étendant sur 59,7 km2 de superficie totale, la commune de  Pointe-Noire se situe sur la côte ouest de l'île de la Basse-Terre, appelée côte-sous-le-vent. Elle se situe sur le versant occidental du massif volcanique de Basse-Terre qui se jette abruptement dans la mer des Caraïbes. Sa limite Est est constituée par les crêtes, sa limite sud avec la commune de Bouillante par la rivière Colas et sa limite nord avec la commune de Deshaies par la ravine Petite-Anse.
Le Morne Léger constitue le tripoint des communes de Petit-Bourg, Lamentin et Pointe-Noire tandis que le Morne Jeanneton est celui des communes de Sainte-Rose, Lamentin et Pointe-Noire. Plus élevée de 12 m, La Couronne est à la limite de la commune et de Sainte-Rose.
|                  | Deshaies     | Sainte-Rose |
| Mer des Caraïbes | Pointe-Noire | Lamentin    |
|                  | Bouillante   | Petit-Bourg |

### Hydrographie
Elle est traversée sur 6,7 km par la rivière de Baille-Argent, sur 7,5 km par la rivière Petite Plaine et sur près de 8 km par la rivière Grande Plaine qui se jette dans la mer au lieu-dit de Plage Caraïbe. La rivière Caillou se jette à Pointe-Noire dans le bourg de pointe noire

### Climat
Le climat y est de type tropical, recevant cependant moins de précipitations annuelles que les communes de la côte-au-vent de la Basse-Terre.

## Urbanisme

### Typologie
Pointe-Noire est une commune rurale, car elle fait partie des communes peu ou très peu denses, au sens de la grille communale de densité de l'Insee,,,. Elle appartient à l'unité urbaine de Pointe-Noire, une agglomération intra-départementale regroupant 1 commune et 5 813 habitants en 2022, dont elle une ville isolée,.
Par ailleurs la commune fait partie de l'aire d'attraction des Abymes, dont elle est une commune de la couronne. Cette aire, qui regroupe 18 communes, est catégorisée dans les aires de 200 000 à moins de 700 000 habitants,.
La commune, bordée par la Mer des Caraïbes à l'ouest, est également une commune littorale au sens de la loi du 3 janvier 1986, dite loi littoral. Des dispositions spécifiques d’urbanisme s’y appliquent dès lors afin de préserver les espaces naturels, les sites, les paysages et l’équilibre écologique du littoral, par exemple le principe d'inconstructibilité, en dehors des espaces urbanisés, sur la bande littorale des 100 mètres, ou plus si le plan local d’urbanisme le prévoit,.

### Lieux-dits et hameaux

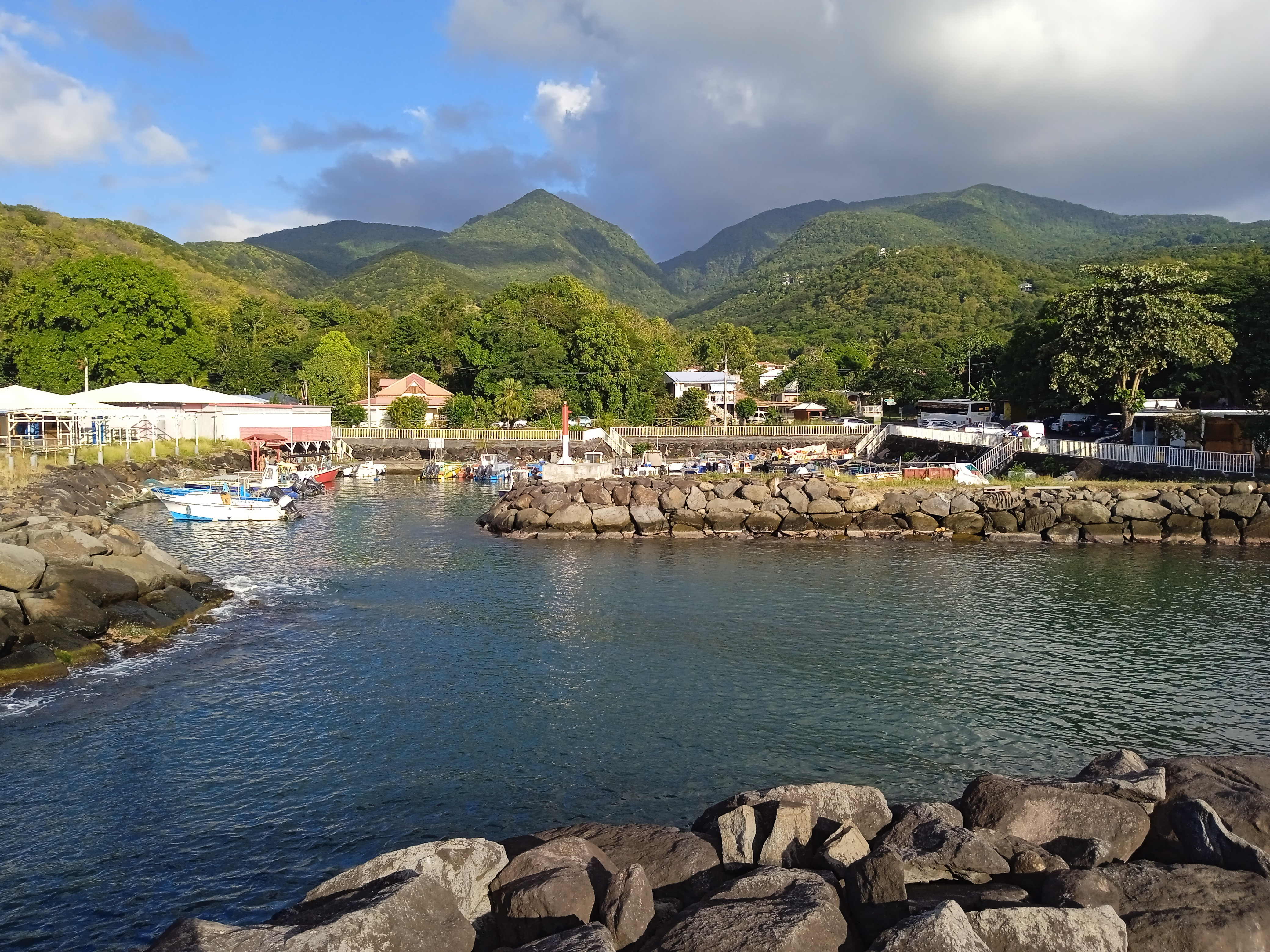
Le port de Baille-Argent.

Les principales localités de Pointe-Noire sont : Acomat, Baille-Argent, Beausoleil, Bellevue, l'Espérance, Gommier, Mahaut, Morne-à-Louis, Morphy, Plage Caraïbe, les Plaines, Thomy, Trou-Caverne.

### Voies de communication et transports
La route nationale 2 traverse la commune du nord au sud en longeant la côte et reliant la ville à Basse-Terre et Deshaies. C'est de Pointe-Noire et plus spécialement de la section de Mahaut que part la route de la Traversée, construite en 1967, qui traverse le parc national de la Guadeloupe en passant par le col des Mamelles et rejoint Petit-Bourg.

## Histoire
Pour un article plus général, voir Histoire de la Guadeloupe.
Le 22 janvier 1809 a lieu la bataille navale de Pointe-Noire (en).
Le 2 septembre 1928, un ouragan ravage la commune. Dans les années qui suivent, le Conseil général de la Guadeloupe entreprend un projet de construction d'édifices publics confié à l'architecte Ali Tur qui édifie l'hôtel de ville de Pointe-Noire vers 1930.
En 1957, la route menant à Deshaies est construite. La commune est fortement désenclavée par la construction de la route de la Traversée en 1967, rapprochant la côte ouest de la côte est et permettant de rejoindre plus rapidement le centre économique de l'île, situé à Pointe-à-Pitre.

## Politique et administration

### Rattachements administratifs et électoraux
Jusqu'en 2015, la commune était le chef-lieu d'un canton éponyme (canton de Pointe-Noire). Depuis le redécoupage cantonal de 2014, elle fait partie du canton de Sainte-Rose-1.
Pour l'élection des députés, Pointe-Noire fait partie depuis 1988 de la troisième circonscription de la Guadeloupe.

### Intercommunalité
La commune de Pointe-Noire appartient à la communauté d'agglomération du Nord Basse-Terre depuis sa création, dans laquelle elle est représentée par trois conseillers.

### Liste des maires

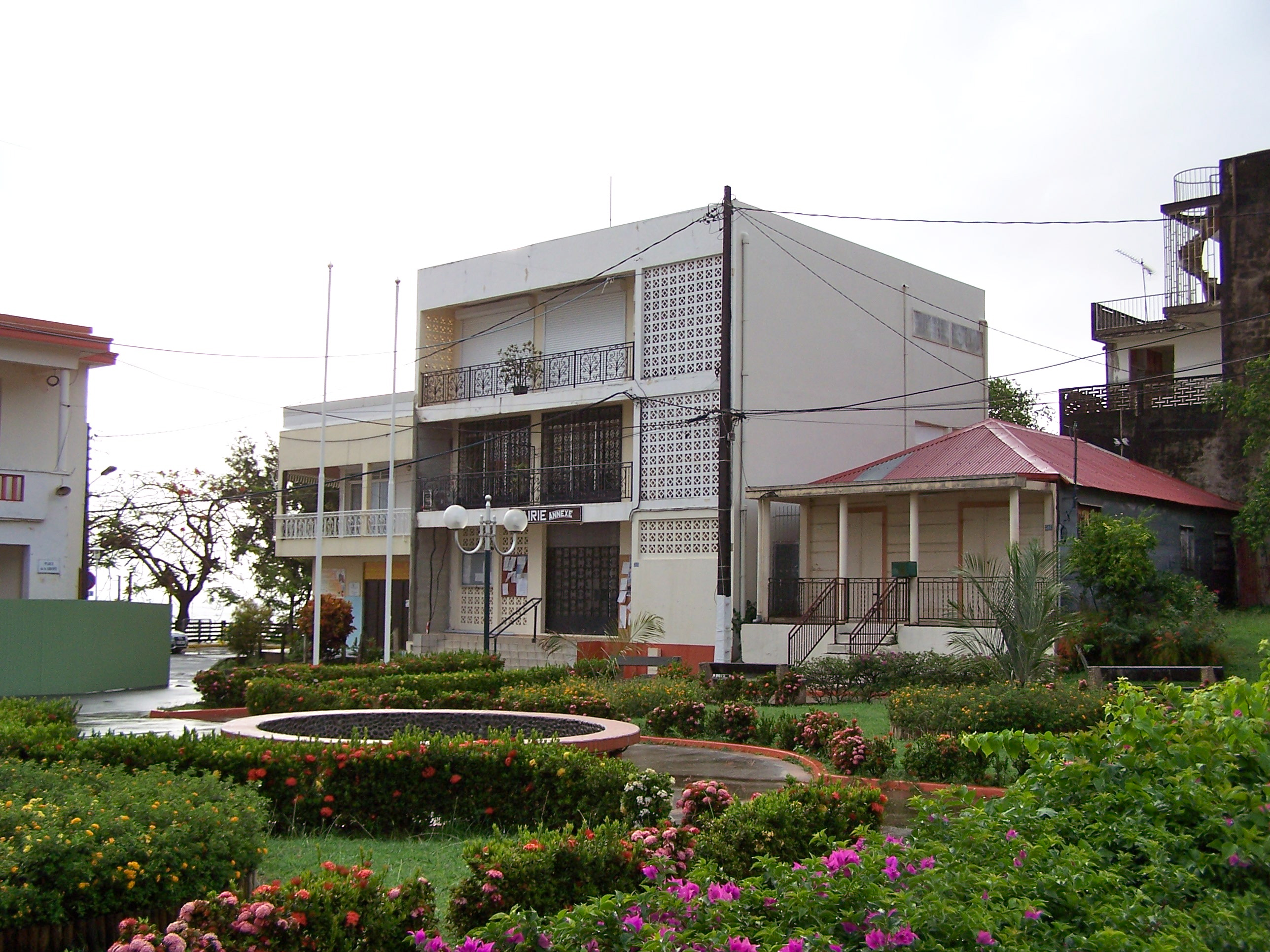
La nouvelle mairie de Pointe-Noire.

| Période                                  | Période               | Identité               | Étiquette     | Qualité |
| ---------------------------------------- | --------------------- | ---------------------- | ------------- | --- |
| 1945                                     | mai 1953              | Maurice Annerose       | Rad-Soc → RPF | |
| mai 1953                                 | mars 1971             | Pierre Pagesy          | DVD           | Conseiller général du canton de Pointe-Noire (1955 → 1973) |
| mars 1971                                | novembre 1988 (décès) | Marcel Esdras          | DVD → UDF     | Médecin Député de la 3e circonscription de la Guadeloupe (1981 → 1986) Conseiller général du canton de Pointe-Noire (1973 → 1988) Président du conseil régional de Guadeloupe (1981 → 1982) |
| novembre 1988                            | mars 2001             | Claude Guillaume       | DVD → RPR     | Instituteur Conseiller général du canton de Pointe-Noire (1988 → 2004) |
| mars 2001                                | septembre 2013        | Félix Desplan          | FGPS          | Principal de collège Sénateur de la Guadeloupe (2011 → 2017) Conseiller général du canton de Pointe-Noire (2004 → 2011)                                                                     |
| septembre 2013                           | mars 2014             | Tony Sinivassin        | FGPS          | Ancien 1er adjoint |
| mars 2014                                | mai 2020              | Christian Jean-Charles | FGPS          | Retraité Conseiller régional de la Guadeloupe (2004 → 2015) Vice-président de la CA du Nord Basse-Terre                                                                                     |
| mai 2020                                 | en cours              | Camille Elisabeth      | GUSR          | Enseignant retraité Conseiller régional de la Guadeloupe (2015 → ) |
| Les données manquantes sont à compléter. |                       |                        |               | |

## Population et société

### Démographie
L'évolution du nombre d'habitants est connue à travers les recensements de la population effectués dans la commune depuis 1961, premier recensement postérieur à la départementalisation de 1946. À partir de 2006, les populations de référence des communes sont publiées annuellement par l'Insee. Le recensement repose désormais sur une collecte d'information annuelle, concernant successivement tous les territoires communaux au cours d'une période de cinq ans. Pour les communes de moins de 10 000 habitants, une enquête de recensement portant sur toute la population est réalisée tous les cinq ans, les populations de référence des années intermédiaires étant quant à elles estimées par interpolation ou extrapolation. Pour la commune, le premier recensement exhaustif entrant dans le cadre du nouveau dispositif a été réalisé en 2004.

En 2022, la commune comptait 5 813 habitants, en évolution de −5,62 % par rapport à 2016 (Guadeloupe : −2,67 %, France hors Mayotte : +2,11 %).
| 1961  | 1967  | 1974  | 1982  | 1990  | 1999  | 2009  | 2014  | 2019  |
| ----- | ----- | ----- | ----- | ----- | ----- | ----- | ----- | ----- |
| 7 437 | 8 114 | 7 324 | 7 698 | 7 537 | 7 689 | 7 056 | 6 403 | 6 031 |

| 2022  | - | - | - | - | - | - | - | - |
| ----- | - | - | - | - | - | - | - | - |
| 5 813 | - | - | - | - | - | - | - | - |

### Enseignement
Comme toutes les communes de l'archipel de la Guadeloupe, Pointe-Noire est rattachée à l'Académie de la Guadeloupe. La ville possède sur son territoire deux écoles maternelles (Baille-Argent et Rosalie-Bellevue) et six écoles primaires (Baille-Argent, Faustin-Bardochan, Guyonneau, Maurice-Annerose, Renaud-David et Timoléon-Berbain).
En ce qui concerne l'enseignement secondaire, la ville accueille le collège Courbaril et le lycée polyvalent (enseignements général et professionnel) de Pointe-Noire. Ce dernier présente la particularité de proposer aux élèves une formation de techniciens dans les métiers du spectacle (DTMS) en particulier pour les décors.

### Santé
L'offre de soins à Pointe-Noire est assurée par l'hôpital Beauperthuy, établissement public ouvert en 1958 sur la pointe Fillon et d'une capacité totale de 103 lits en 2012. Ses spécialités principales, outre l'accueil des urgences et la prise en charge des soins de suite, sont celles de la gérontologie et des addictions.

### Sports
La commune possède une piscine municipale, un hall des sports de Guyonneau et le stade de Raie-d'Eau. Le principal club de sport de la commune est l’Étoile de L'Ouest de Pointe-Noire (football et basket ball).

## Économie

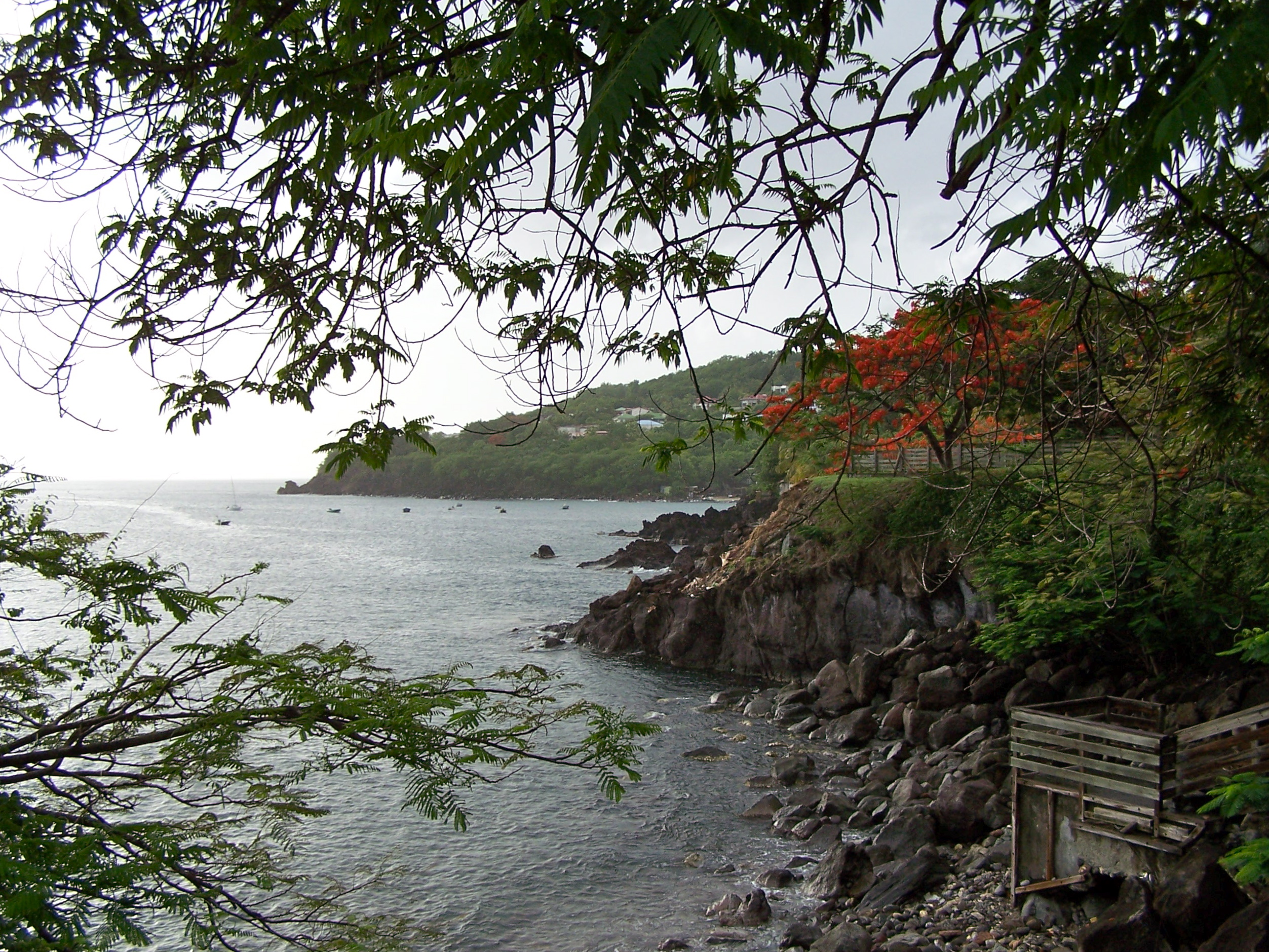
Vue du littoral à Pointe-Noire et de la pointe Cimetière Cato.

Pointe-Noire a été et reste une commune dont la principale activité de développement est entièrement orientée vers la filière bois. Elle était aussi initialement une commune agricole réputée pour son cacao et son café. La caféière de Beauséjour y est implantée. La principale ressource de la commune aujourd'hui est le tourisme.
Pointe-Noire abrite toujours une unité de production de confiture et de café ainsi que la plus grande écloserie de ouassous de la Caraïbe, toutes deux dans la vallée de la rivière Petite Plaine. La pêche reste une activité importante pour la commune. Le port de pêche, avec son marché aux poissons, se situe dans la section de Baille-Argent au nord de la commune.

## Culture locale et patrimoine

### Lieux et monuments
- L'ensemble regroupant l'hôtel de ville de Pointe-Noire et la place encadrée par les quatre cases créoles est l'œuvre de l'architecte Ali Tur, réalisés entre 1930 et 1932[23]. La colonne républicaine peinte a été édifiée pour le centenaire de la Révolution française en 1889. Tous ces éléments sont inscrits aux monuments historiques depuis le 2 avril 1992[13].
- L'église Notre-Dame-de-l'Assomption de Pointe-Noire.
- La caféière de Beauséjour, la maison de la forêt, la maison du cacao, la maison du Bois, et le musée du coquillage.
- Au niveau de l'anse à Colas, la commune comprend sur son territoire une petite partie de la Réserve Cousteau (depuis la pointe Mahaut à la pointe à Zombi), principalement étendue sur la commune de Bouillante.
- Parc national de la Guadeloupe comprenant à Pointe-Noire le parc des orchidées, le parc des Mamelles, le Morne à Louis et la forêt.
- Le Sanctuaire de Notre-Dame des Larmes.
- La Chapelle Saint-Antoine-des-Bûcherons à Acomat.
- La cascade du saut de l'Acomat sur le cours de la rivière Grande Plaine.
- La chute de la rivière Caillou, sur la rivière Caillou.
- La Plage Caraïbe (ou Anse Caraïbe) et Petite Anse sont les principales plages de la commune.
- L'ancien pont du XIXe siècle en acier riveté de la route coloniale no 2.
- L'ancienne prison et la caserne (Justice de Paix) du XVIIIe siècle.

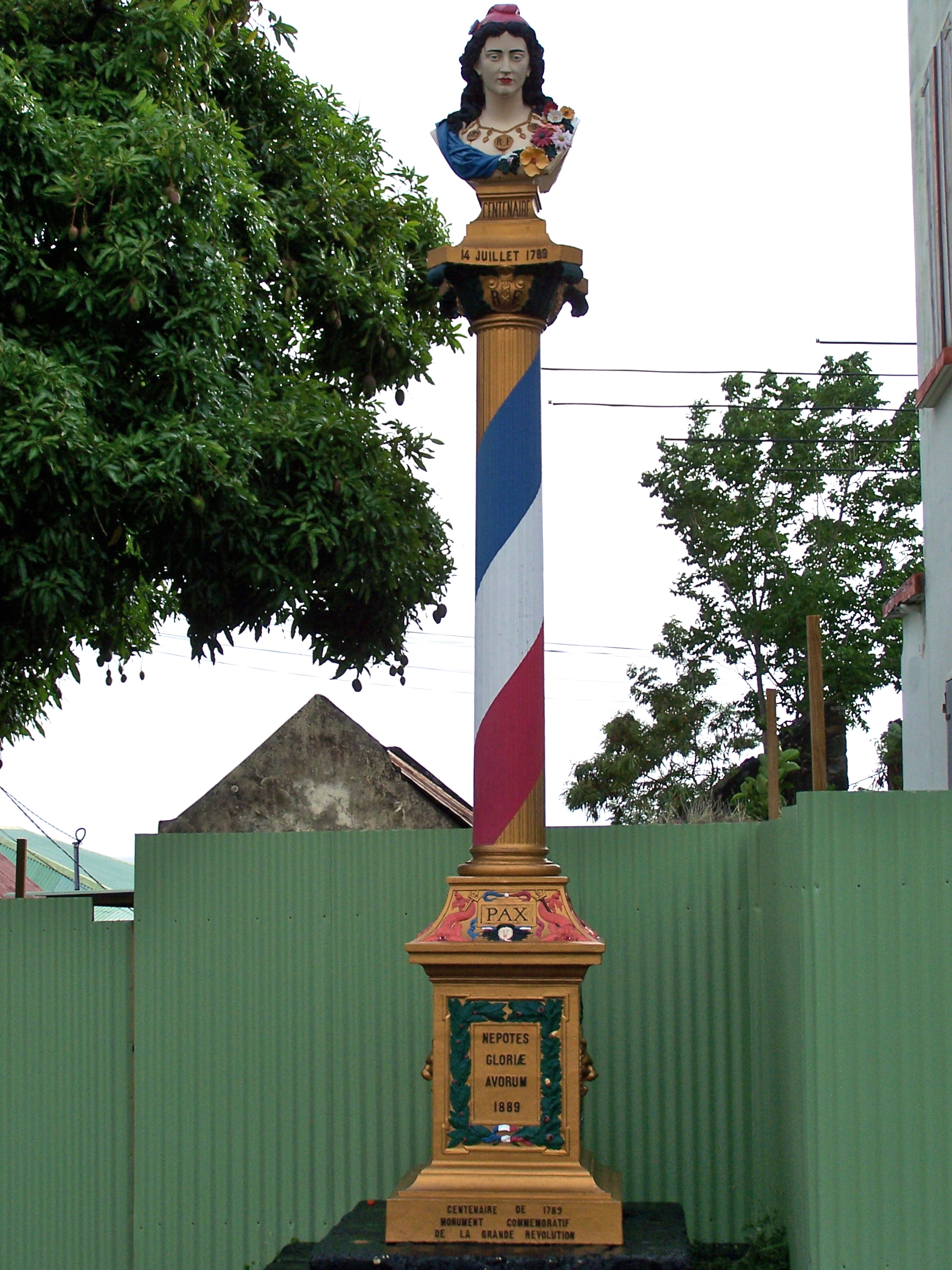
La colonne républicaine (1889) inscrite aux MH.
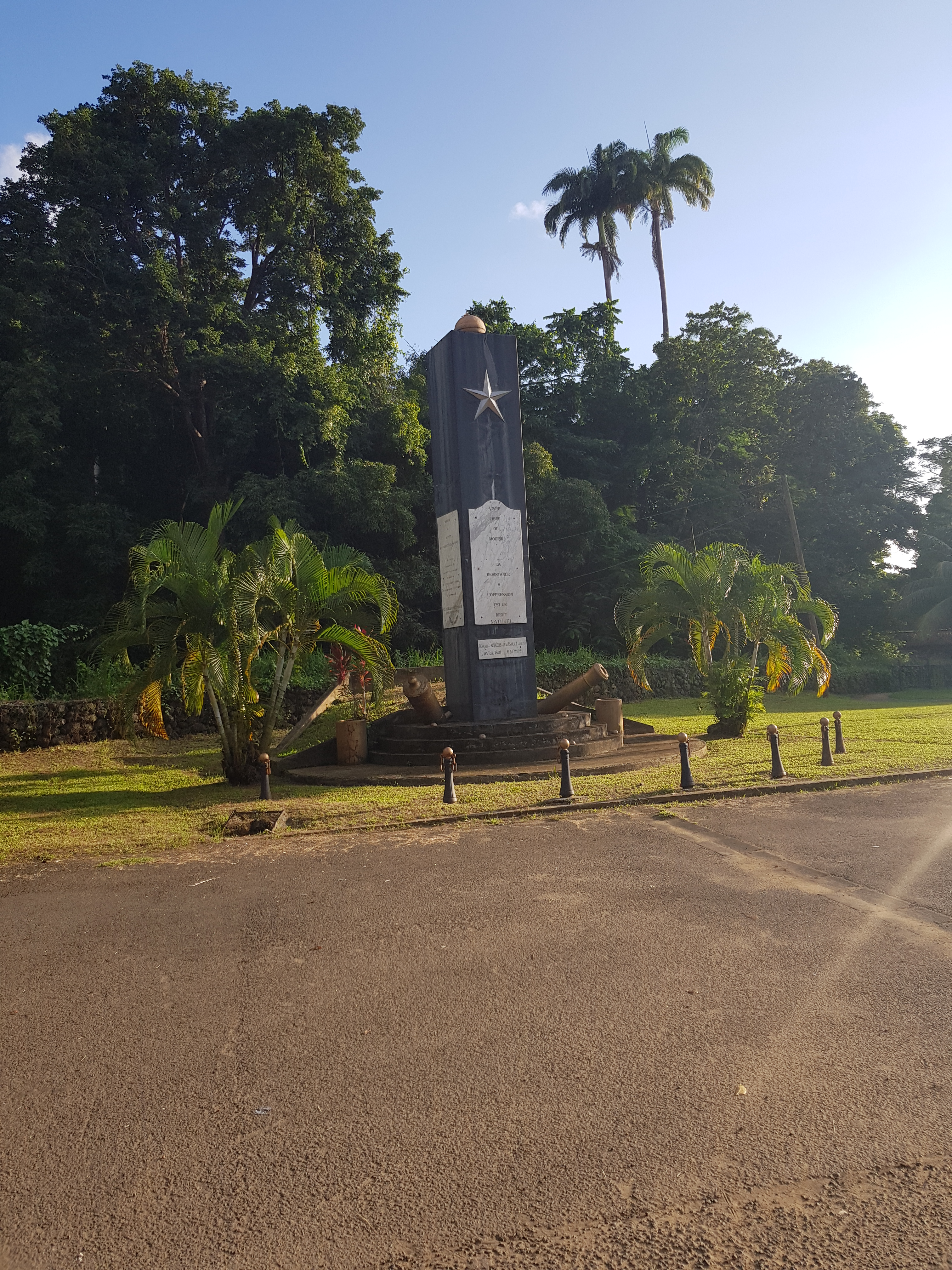
Monument aux morts face à l'oppression esclavagiste de Pointe-Noire (1801-1802)
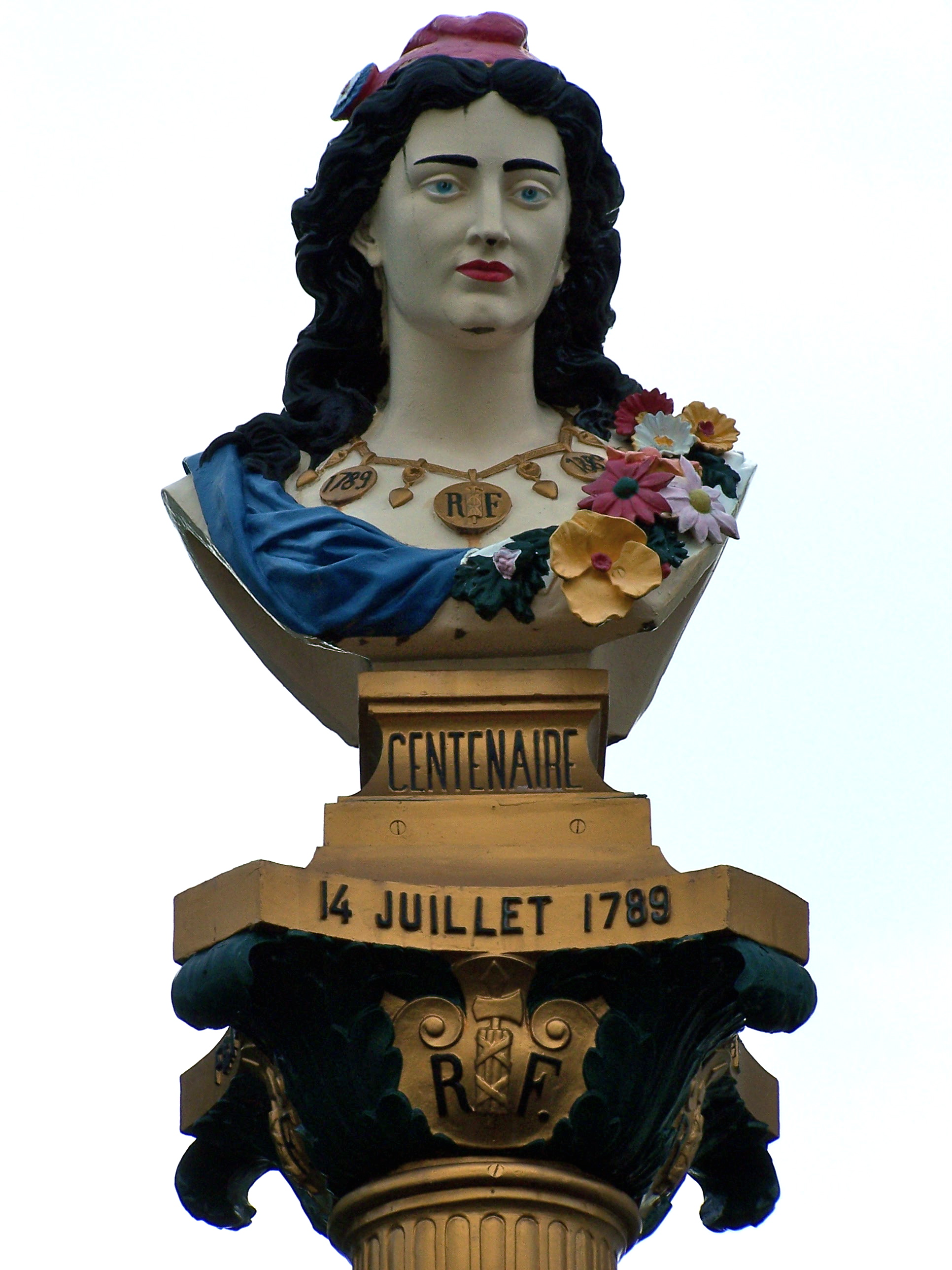
Buste de Marianne.
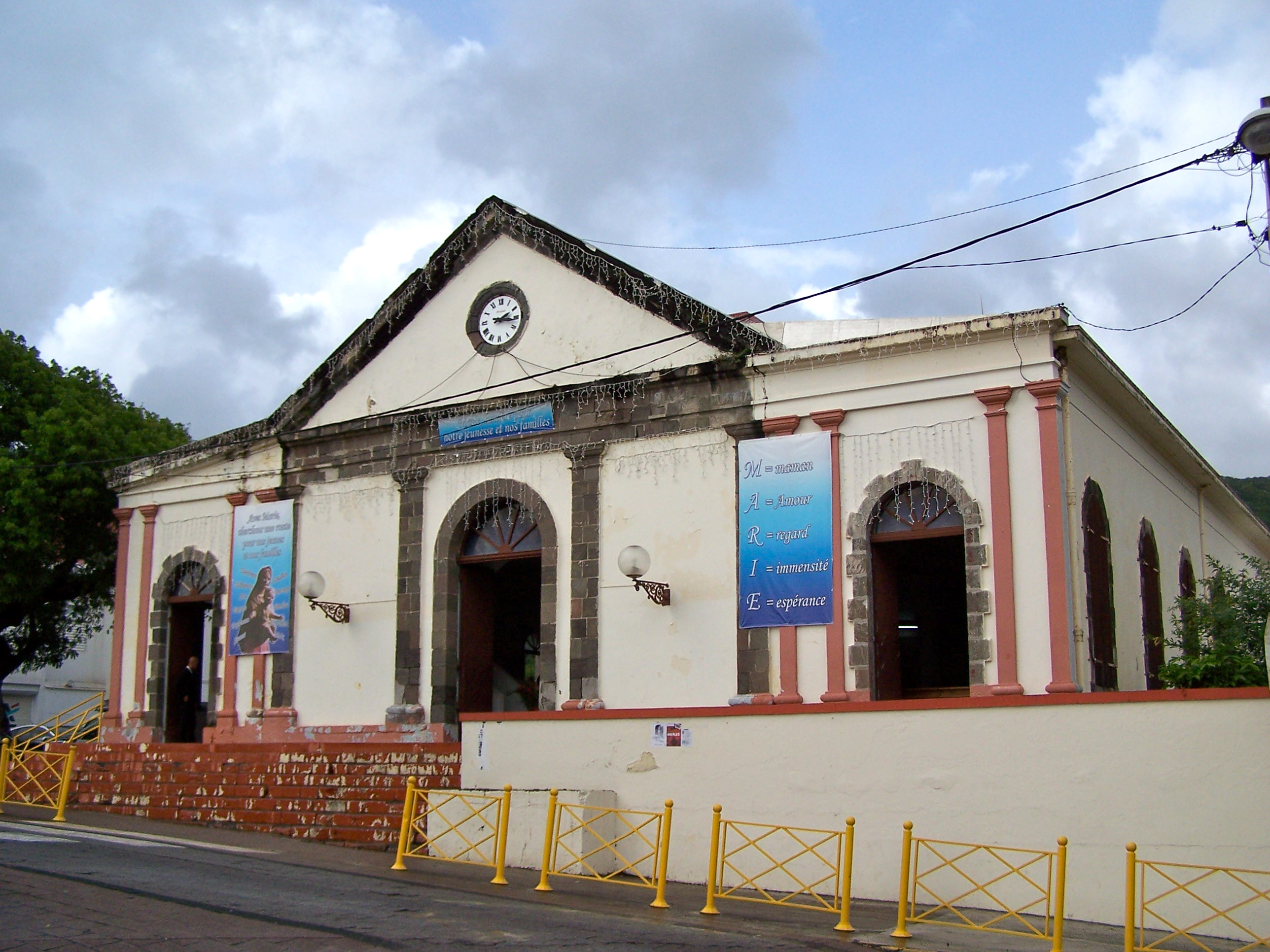
Église Notre-Dame-de-l'Assomption.
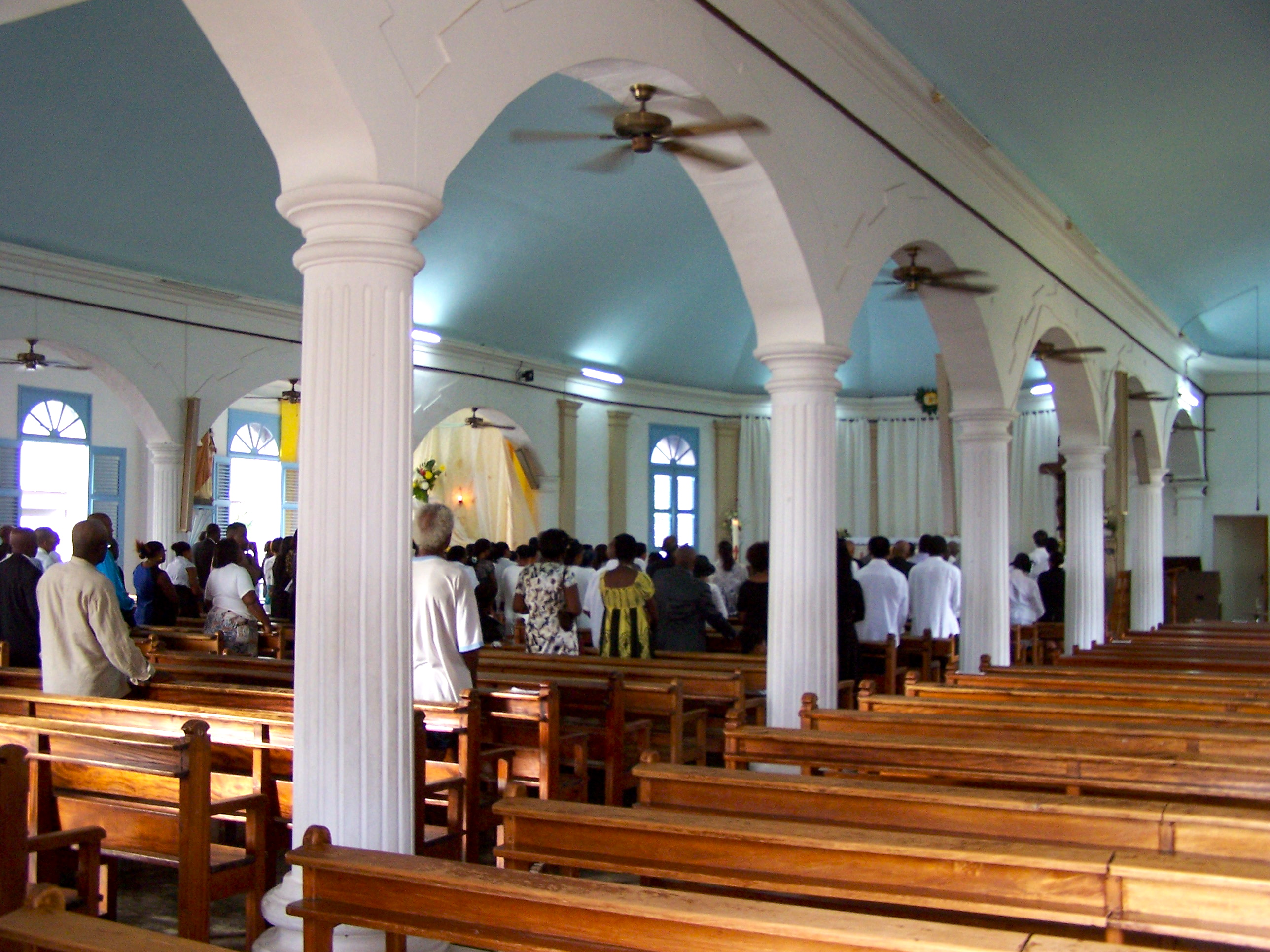
Intérieur de l'église Notre-Dame-de-l'Assomption.
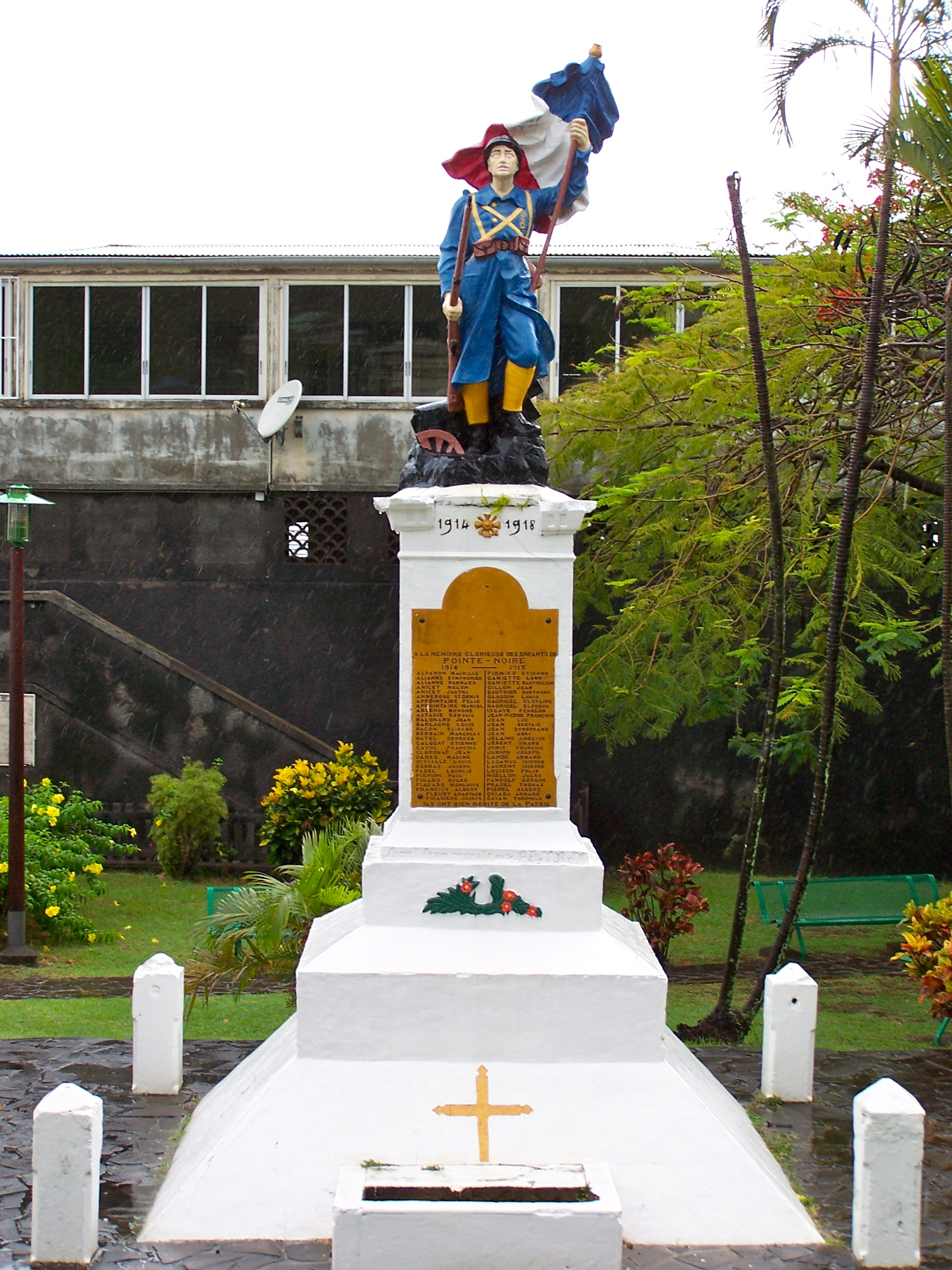
Le monument aux morts, peint, de la commune.
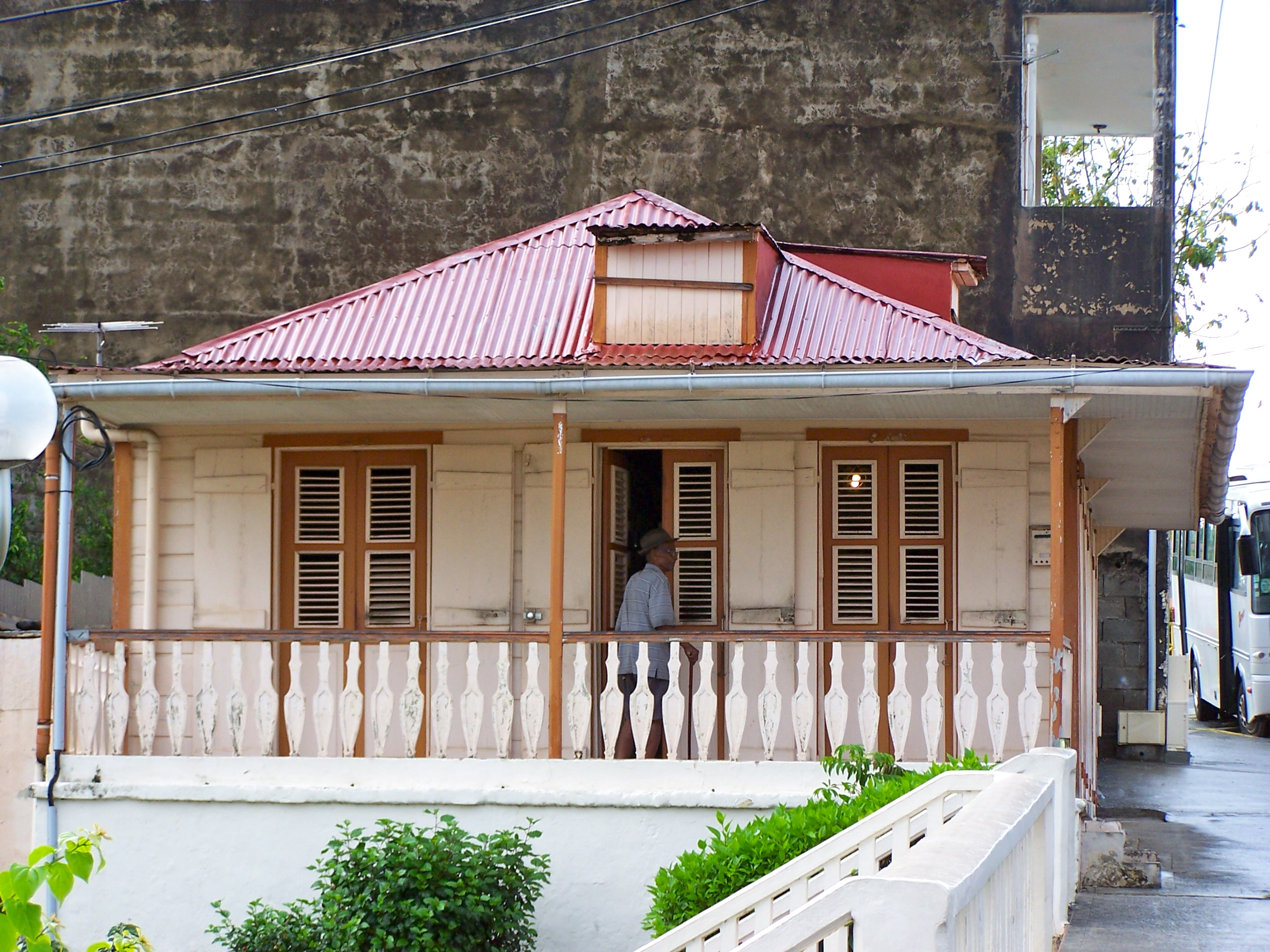
Case créole de la place principale typique de Pointe-Noire.
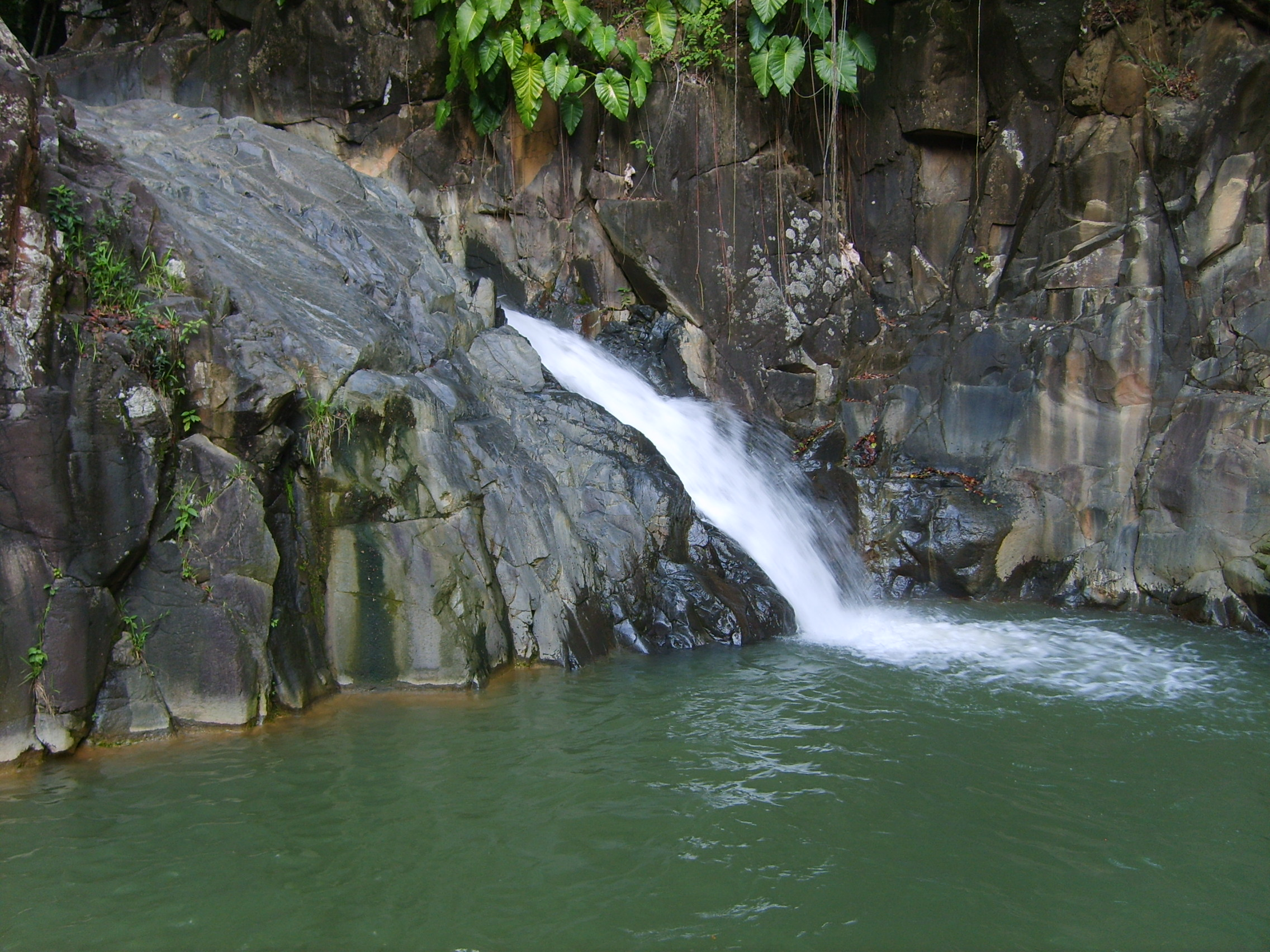
Le saut de l'Acomat.
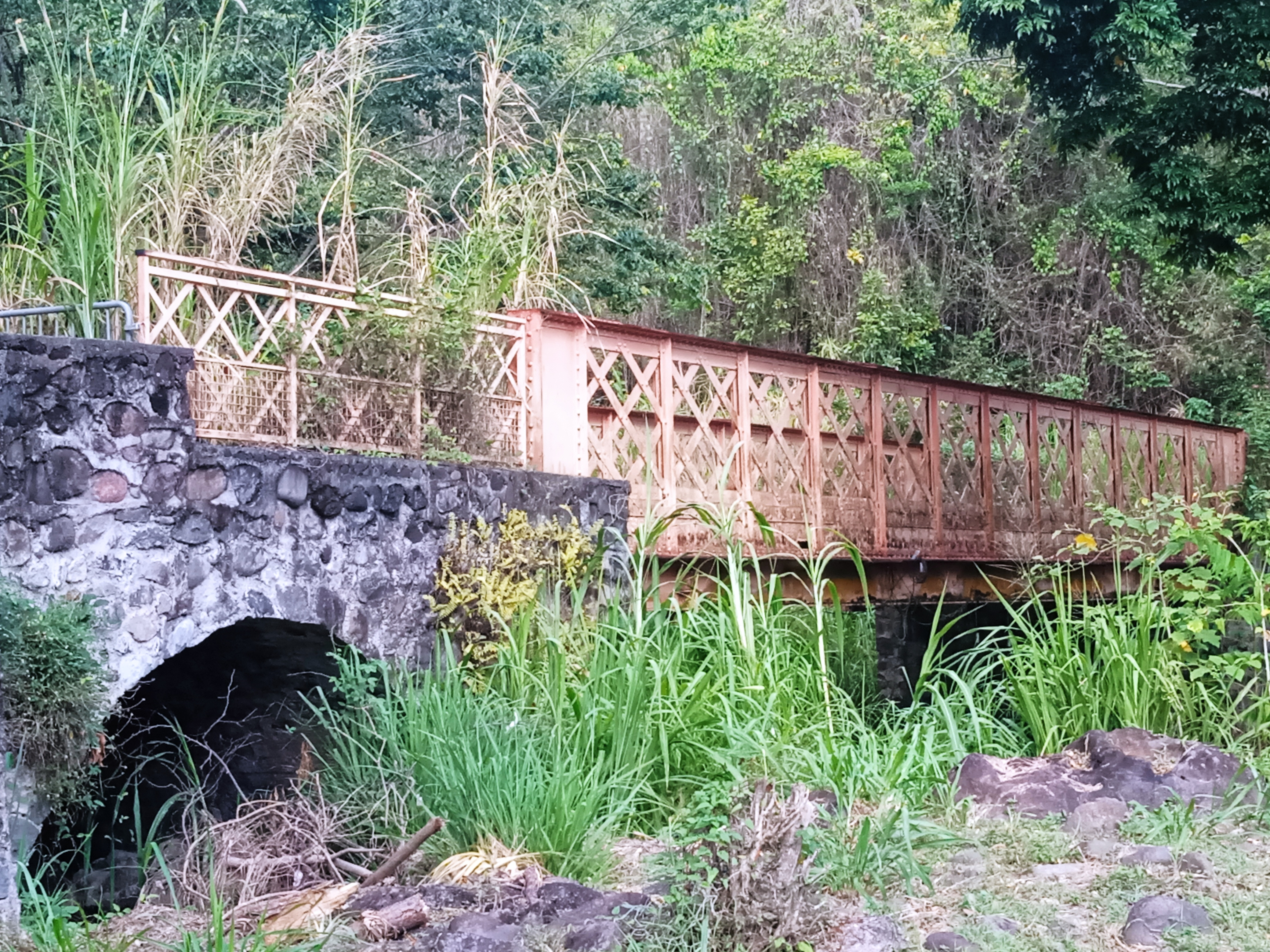
Pont improprement dit Eiffel, ancien pont de la route coloniale no 2.
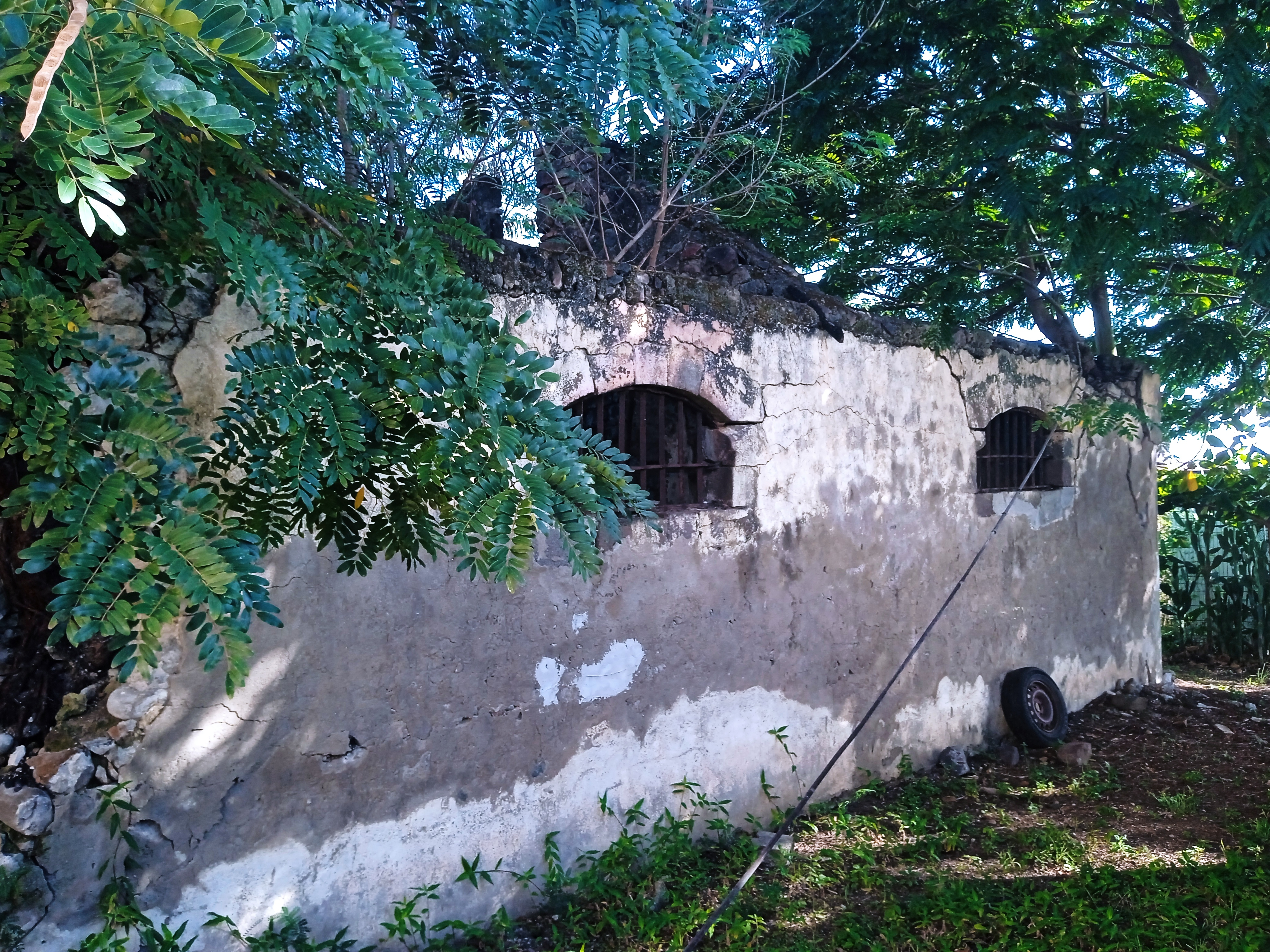
Ancienne prison du XVIIIe siècle[24].
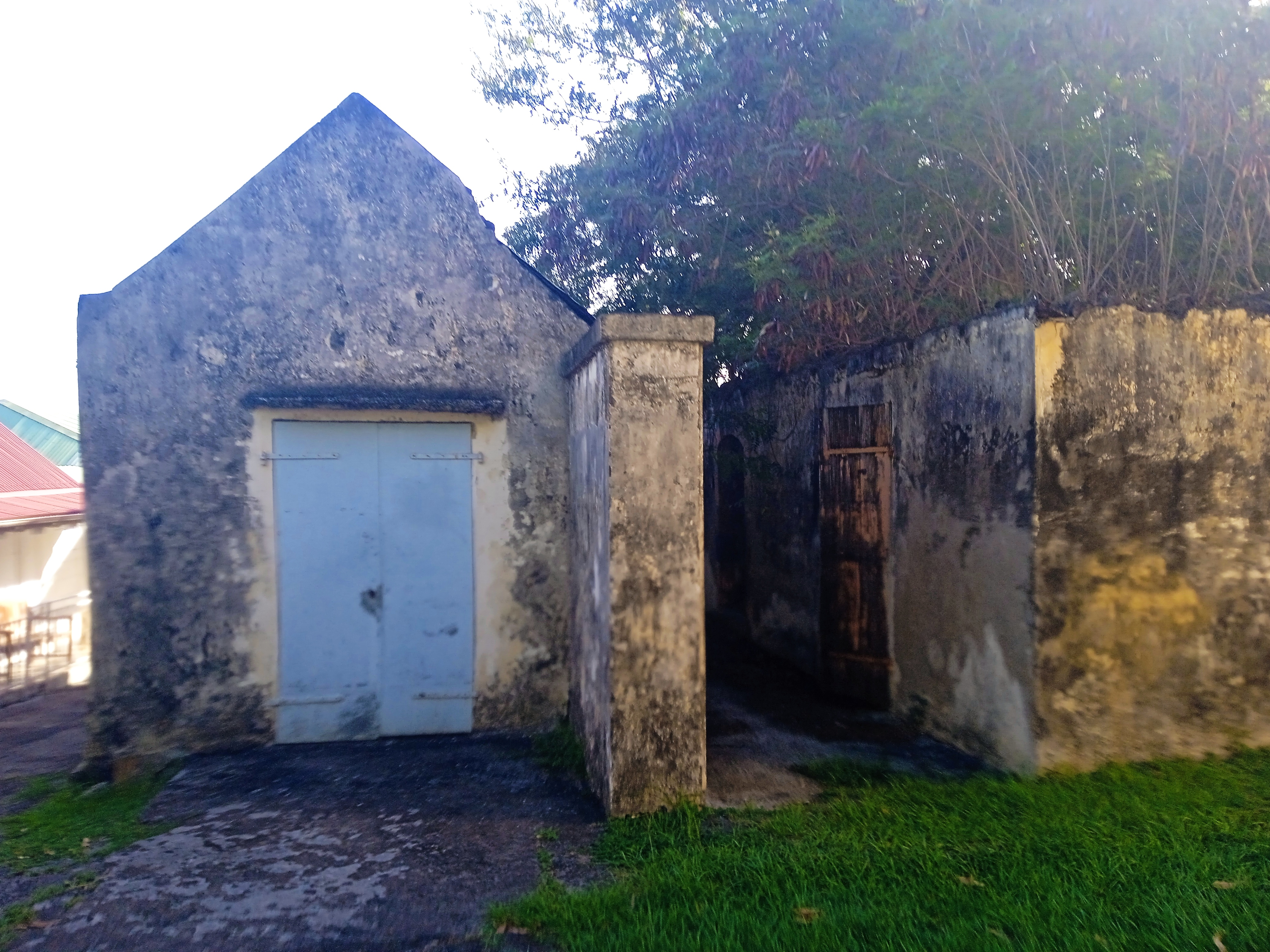
Justice de Paix et prison (à droite).

### Personnalités liées à la commune
- Marcel Esdras, ancien maire de Pointe-Noire, président du conseil régional et député
- Félix Desplan, ancien maire de Pointe-Noire, conseiller général et régional et sénateur
- Boris Carène, coureur cycliste, triple vainqueur du Tour cycliste international de la Guadeloupe en 2011, 2015 et 2018.
- Mickaël Gelabale, joueur de basket-ball.
- Georges Plonquitte, auteur-compositeur-interprète,  (Georges Arthur Plunket, pour l'état civil), né le 7 octobre 1948 à Pointe-Noire. Parmi ses chansons à succès, on compte Rosalie écrite et composée par lui-même, et reprise en 1978 par Carlos.
- Léone Bertimon, née en 1950 à Pointe-Noire, athlète française du lancer du poids, ayant battu plusieurs fois le record de France de la spécialité et ayant été moult fois championne de France en plein air et en salle.
- Véronique Seremes, première pilote maritime des Antilles et seconde de France